# THE ROSE
THE ROSE（ドロジュ、朝: 더 로즈、英: THE ROSE）は、韓国の4人組男性バンドグループである。
THE ROSEは2017年8月3日、デジタルシングル‘Sorry’でデビュー。グループ名の由来は美しさと棘が共存している薔薇のように多様な音楽を見せるという意味である。メンバー全員が、作詞作曲可能。2018年 THE ROSE JAPAN 1st SHOWCASE ~TARGET ON~を開催。東京、名古屋、大阪の3都市を回る。

## メンバー
- ウソン
  - 1993年2月25日生まれ
  - A型
  - リーダー
  - ボーカル、ギター
  - カリフォルニア出身
  - メンバーカラーは白

- ドジュン
  - 1993年4月20日
  - O型
  - ボーカル、ギター、キーボード担当
  - 釜山出身
  - メンバーカラーは青

- ハジュン
  - 1994年7月29日
  - AB型
  - ドラム担当
  - メンバーカラーは赤

- ジェヒョン
  - 1994年11月3日
  - B型
  - ベース担当
  - メンバーカラーはピンク

## ディスコグラフィ
- 2017年
  - 8月3日 シングル ‘Sorry’ リリース
  - 11月1日 シングル ‘Like We Used To’ リリース
- 2018年
  - 4月16日 ミニアルバム ‘Void’ リリース
  - 10月5日 ミニアルバム ‘Dawn’ リリース
- 2019年
  - 8月13日 シングル ‘RED’ リリース

## ツアーとコンサート
2017　1st単独コンサート
2018　単独コンサート‘The Rose Day Long Drive’開催
2月　ヨーロッパはじめワールドツアー
5月 アメリカ11ヶ都市ツアー
10月 日本SHOWCASE「TARGET ON」ツアー開催
11月 オーストラリアライブ公演
11月 ヨーロッパツアー開催